# Lil skies
Kimetrius Foose, més conegut pel seu nom de Músic Lil skies, va néixer el 4 d'agost de 1998 a Chambersburg, Pennsilvània. Es un artista de hip hop i rap Americà, i compositor musical. El repertori de singles de Lil skies, entre ells “Signs Of Jealousy” va cridar l'atenció d'Atlàntic Records. El 10 de setembre de 2018 va treure el seu disc “Life Of A Dark Rose” que va arribar al #10 a la llista Billboard 200 i va obtenir certificat d'or per RIAA el 9 de novembre de 2018.

## Carrera
Quan va ingressar a la universitat, ja havia començat a freestyling en ritmes de rap en espectacles universitaris. També era acadèmicament bo. Com a resultat, es va fer molt popular a la universitat. Una vegada va tenir l'oportunitat d'obrir un programa de Fetty Wap. Això el va portar a guanyar una gran base de fans en línia.
No obstant això, per llavors, ja era una celebritat menor a "YouTube" i a "SoundCloud". Va penjar el seu videoclip per a la cançó "Lonely" l'agost de 2015 i la resposta espantosa a la cançó el va fer treballar amb més música. Va continuar penjant vídeos musicals a "YouTube" i lentament va obtenir seguidors.
El 2016, va penjar un segon vídeo musical, "Da Sauce", que es va convertir en un gran èxit i va obtenir més d'un milió de visualitzacions. El seu compte de "SoundCloud" va obtenir seguidors amb cada nova càrrega. El mateix any, Skies va publicar el seu primer debut, "Good notes, Bad Habits 2."
La primera entrega del mixtape no es va publicar públicament. A la cinta es parlava de les seves lluites a l'escola i la universitat, ja que era un estudiant de dret. Tot i això, els seus interessos se situen en un altre lloc. El mixtape es va publicar a "SoundCloud" i a "YouTube".
El primer senzill de l'àlbum, "Red Roses", es va publicar el juliol del 2017. El senzill va esdevenir un èxit instantani i es va guanyar un lloc al gràfic "Billboard Hot 100". La cançó va ser creada en col·laboració amb el raper Landon Cube. Al cap de poques setmanes, la cançó va aconseguir el 69è lloc, que encara era un èxit important per a un principiant com ell. La cançó va ser finalment certificada per "or" pel "RIAA" i el seu videoclip va ser llançat a "YouTube" a l'octubre.
Al desembre de 2017, Skies va llançar un altre senzill, "Avui en dia", que va sortir lleugerament millor a les llistes de rap americans. La cançó va debutar a "Billboard Hot 100" al número 85 i va assolir el número 55. La cançó va ser descarregada més de 500 mil vegades i va ser certificada per "or" pel "RIAA". En 2018, se li van unir Yung Pinch en l'èxit Top 100 "I Know You" i Rich the Kid en "Creeping".
El seu compte de "SoundCloud" va obtenir seguidors amb cada nova càrrega. El mateix any, Skies va publicar el seu primer debut, "Good notes, Bad Habits 2."
La primera entrega del mixtape no es va publicar públicament. A la cinta es parlava de les seves lluites a l'escola i la universitat, ja que era un estudiant de dret. Tot i això, els seus interessos se situen en un altre lloc. El mixtape es va publicar a "SoundCloud" i a "YouTube".
L'1 de març de 2019, Lil Skies va llançar el seu àlbum Shelby, alhora que va debutar el vídeo musical per al senzill principal "I". El 21 de maig de 2019, Lil Skies llança el nou senzill / vídeo "Breathe" del seu èxit àlbum de debut Shelby.

## Joventut
El seu nom de naixement és Kimetrius Foose. És originari de Waynesboro. El seu germà menor és el raper Heartbreak Kid. Va ser introduït a la música pel seu pare qui també era un raper. Ell, Michael Burton Jr, era un músic en lluita i era conegut amb el seu nom artístic, "Dark Skies". Lil Skies va començar a fer autònoms pel seu compte. El seu pare va gravar la seva veu i la va mostrar als seus amics. Per tant, Skies es va trobar dins d'un estudi de gravació per primera vegada als 4 anys.
Mentre estava a l'escola, el seu pare va resultar cremat greument en una explosió mentre treballava en una fàbrica de productes químics i va patir ferides greus i Skies va formar un vincle amb el seu pare quan estava a l'hospital. Abans d'això, Skies no es va dedicar a la seva carrera professional. Tanmateix, formar un vincle amb el seu pare va canviar la seva percepció. Aviat, va decidir que volia convertir-se en raper.
Es va tatuar la cara per recordar-se a ell mateix que estava destinat per viure de la música i no de cap altre ofici. Va assistir el primer any breument a la universitat de Shippensburg de Pennsilvània, però l'any següent va abandonar per aventurar-se a una carrera de rap, a l'edat de 18 anys.

## Vida Personal
Els seus pares estan divorciats des de fa molt temps, però segueix en contacte amb els dos. En una recent entrevista, va negar tots els rumors sobre que ell fos drogodependent. Ell, però, va declarar que de vegades fumava marihuana. Va afirmar que entenia els efectes secundaris del consum de drogues i que no li agradava que molts artistes joves morissin per sobredosi de drogues.

## Cançons
| Any  | Títol                    | Àlbum               | Director        | Col·laboracions |
| 2018 | Stictly Buissnes         | Life of a Dark Rose | N/A             | Single          |
| ---- | ------------------------ | ------------------- | --------------- | --------------- |
| 2018 | Garden                   | Life of a Dark Rose | N/A             |                 |
| 2018 | Nowadays                 | Life of a Dark Rose | Cole Bennett    | Landon cube     |
| 2018 | Red roses                | Life of a Dark Rose | Cole Bennett    | Landon Cube     |
| 2018 | Lust                     | Life of a Dark Rose | Cole Bennett    |                 |
| 2018 | Signs of Jealousy        | Life of a Dark Rose | Nicolas Jandora |                 |
| 2018 | Cloudy Skies             | Life of a Dark Rose | N/A             |                 |
| 2018 | Welcome to The rodeo     | Life of a Dark Rose | Nicolas Jandora |                 |
| 2018 | The clique               | Life of a Dark Rose | N/A             |                 |
| 2018 | Big money                | Life of a Dark Rose | N/A             |                 |
| 2018 | Name in the Sand         | Life of a Dark Rosa | Nicolas Jandora |                 |
| 2018 | Kill4u                   | Life of a Dark Rose | N/A             |                 |
| 2018 | Lettuce sandwich         | Life of a Dark Rose | N/A             |                 |
| 2019 | Ok 4 now                 | Shelby              | N/A             |                 |
| 2019 | Breathe                  | Shelby              | Nicolas jandora |                 |
| 2019 | Blue strips              | Shelby              | N/A             |                 |
| 2019 | I                        | Shelby              | Cole Bennett    |                 |
| 2019 | Bad girls                | Shelby              | N/A             | Gucci mane      |
| 2019 | When i’m wasted          | Shelby              | N/A             |                 |
| 2019 | Flooded                  | Shelby              | N/A             |                 |
| 2019 | No rainy days            | Shelby              | N/A             |                 |
| 2019 | Through The motions      | Shelby              | N/A             |                 |
| 2019 | No rest                  | Single              | Nicolas Jandora |                 |
| 2019 | Real ties                | Single              | Nicolas Jandora |                 |
| 2019 | Don't love me            | Single              | N/A             |                 |
| 2019 | Going off                | Single              | N/A             |                 |
| 2018 | Creeping                 | Single              | Cole Bennett    | Rich the kid    |
| 2018 | I know you               | Single              | Nicolas Jandora | Yung pinch      |
| 2018 | Magic                    | Single              | N/A             |                 |
| 2018 | World rage               | Single              | N/A             | Lil xan         |
| 2017 | Fake                     | Single              | Mike Medusa     |                 |
| 2017 | Real friends Don't exist | Single              | N/A             |                 |
| 2018 | F*ck u think u goin'     | Single              | N/A             | Yung pinch      |
| 2019 | Off The gas              | Single              | N/A             |                 |
| 2018 | Rockstar                 | Single              | N/A             |                 |
| 2017 | Let me see               | Single              | N/A             |                 |
| 2018 | Frfr                     | Single              | Coke Bennett    | Wiz Kalifa      |
| 2017 | Forgein whip             | Single              | N/A             |                 |
| 2018 | Death note               | Single              | N/A             |                 |
| 2017 | Pop star                 | Single              | N/A             |                 |
| 2018 | Drop top bends           | Single              | N/A             | Lil gnar        |
| 2018 | Night mares              | Single              | Mike diva       | Yung pinch      |
| 2019 | Montana                  | Single              | N/A             |                 |
| 2018 | Lonely                   | Single              | Cole Bennett    | yung bans       |